# Жозеп Марія Жужоль
Жозеп Марія Жужоль-і-Гіберт (кат. Josep Maria Jujol i Gibert; 16 вересня 1879, Таррагона — 1 травня 1949, Барселона) — каталонський архітектор і художник, представник каталонського модерну. Багато його робіт виконувалися спільно з Антоніо Гауді.

## Біографія
Жозеп Марія Жужоль народився 16 вересня 1879 року у родині вчителя, директора школи. Його дитинство пройшло в Таррагоні. У 1888 році сім'я переїжджає в містечко Грасія (згодом — передмістям Барселони). У 1896 році Жозеп Марія вступає в барселонську Вищу школу архітектури (Escola Tècnica Superior d'Arquitectura), яку очолював відомий каталонський архітектор Льюїс Домінік-і-Монтанер. У 1906 році Жужоль закінчує у школі архітектури. Його дипломною роботою був проєкт термальних бань. З 1904 року архітектор працював співдружності з Антоніо Гауді. Великий архітектор настільки цінував талант Жужоля, що навіть заповів йому 2000 песет. Жужоль був призначений муніципальним архітектором району Сан-Жоан-Деспі. З 1906 року Жужоль читав лекції з архітектури у Школі архітектури, а з 1923 року — також в Технічної школі Барселони. Жужоль був католиком, тому під час громадянської війни в Іспанії (1936—1939) він тимчасово був позбавлений займаних посад. У 1927 році Ж. М. Жужоль одружився з двоюрідною сестрою Терезою Гіберт Мозелла.

## Творчість
Жужоль був відомий своєю феноменальною пам'яттю. Йому доручали керувати керував реставраційними роботами будівель, коли виникали проблеми з безпекою початкових планів приміщень. Архітектор часто використовував матеріали, які вважають негідними: пляшки, скло, биту кераміку тощо. У 1917 році архітектор розпочав будівництво у стилі модерн церкви Серця Христового. Він максимально використав доступні природні матеріали: камінь, цеглу, дерево і коване залізо. Робота архітектора є ідеальним поєднанням функціональності, економії і стійкості. Храм був завершений у 1924 році. Будівля має квадратну підставу, купол має восьмикутну форму, а над ним стоїть трикутна дзвіниця. Для внутрішнього оздоблення Жужоль застосовував різні техніки штукатурки, сграффіто і відкриту кам'яну кладку. Меблі також були виконані з простих або перероблених матеріалів. За словами Монсеррат Дуран, автора біографічного дослідження «Жозеп М. Жужоль», «ця будівля стала унікальним твором, що символізує єдність мистецтва і навколишнього середовища. Іншими словами, це абсолютно економічна архітектура». Архітектор також працював як графік, скульптор і дизайнер.
Він двадцять років працював разом з Антоніо Гауді. Серед спільних робіт відомі споруди Каса Міла, Каса-Батло і Парк Гуель. З архітектором Гауді Жужоль започаткували також техніку декоративної мозаїки. Співпраця Жужоля і Гауді закінчилося у 1926 році в зв'язку зі смертю Антоніо Гауді. По всій каталонській столиці можна бачити його роботи — Башту Христа, відреставрований будинок Кан-Негре, помістя Сан-Сальвадор, Дом Планельс, фонтан у центрі площі Іспанії, майстерні Маньяк. Жужоль створював проєкти будівель й за межами Барселони. Останньою роботою архітектора стала реконструкція троянди — круглого вітражного вікна над входом у церкву Санта-Марія-дель-Пі.

### Споруди в Барселоні
- Каса-Батло (спільно з А.Гауді) (1906)
- Каса Міла (la Pedrera) (спільно з А.Гауді) (1908)
- Ворота Сан-Сальвадор (Torre Sansalvador, 1909—1915)
- Каса Маньяк (1911)
- Парк Гуель (спільно з А.Гауді) (1911—1913)
- Будівля фабрики Тальєрс Маньяк (1916)
- Каса Планьєльс (1923—1926)

### За межами Барселони
- Театр Обрер Патронат, Таррагона, 1908
- Ворота де ла Крю, Сан-Жоан-Деспі, (1913—1916)
- Каса Хіменіс, Таррагона (1914)
- Каса Бофаруль, Ель-Пальяресос, провінція Таррагона (1914—1931)
- Can Negre, Sant Joan Despí (1915—1926)
- Церква Святого Серця в Вистабеллі, провінція Таррагона (1918—1924)
- Ворота Серра-Хаус, Сан-Жоан-Деспі (1921—1927)
- Церква Монтсеррат, Таррагона (1926—1999)

## Галерея

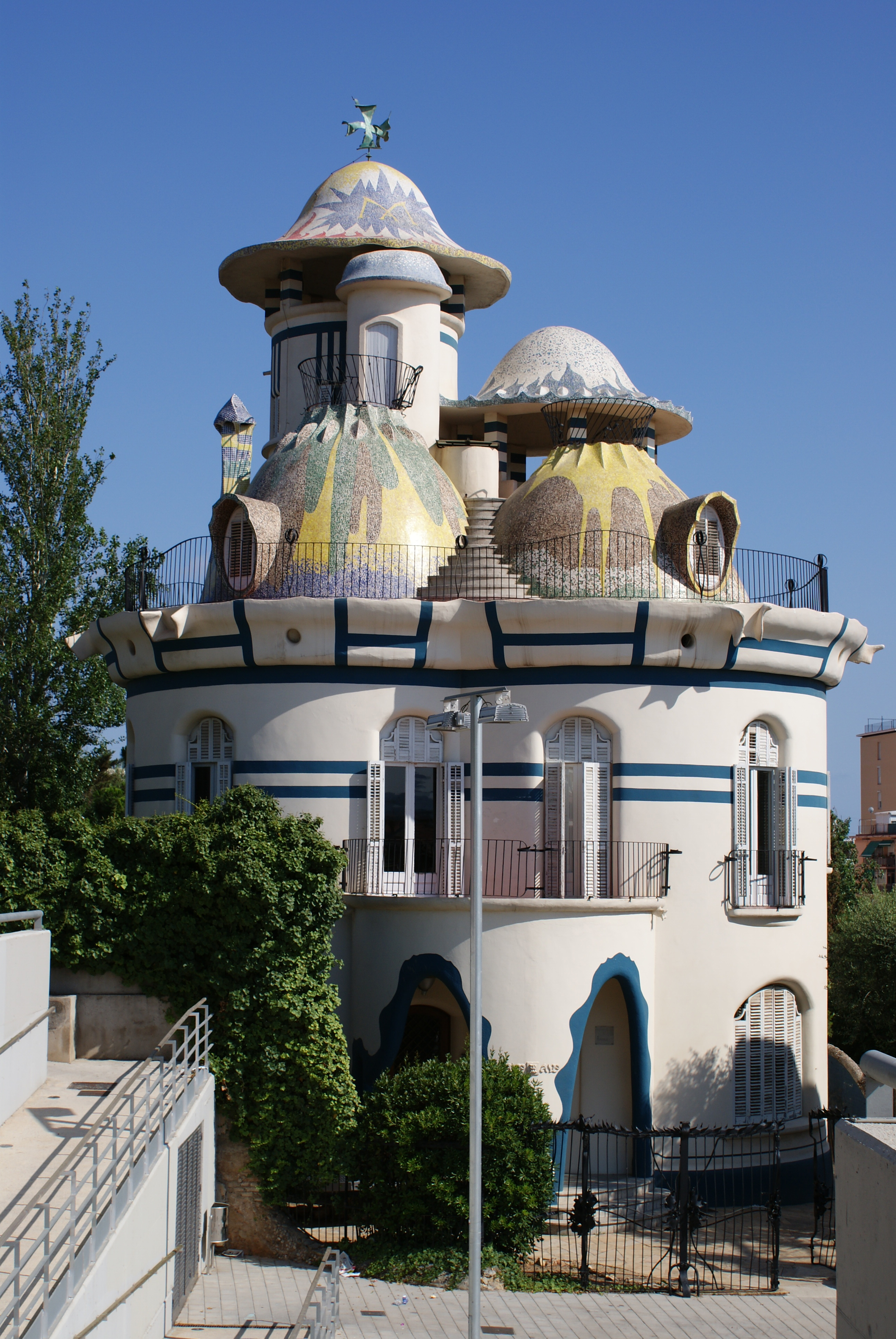
Каса дельс Оус , Сан-Жоан-Деспі
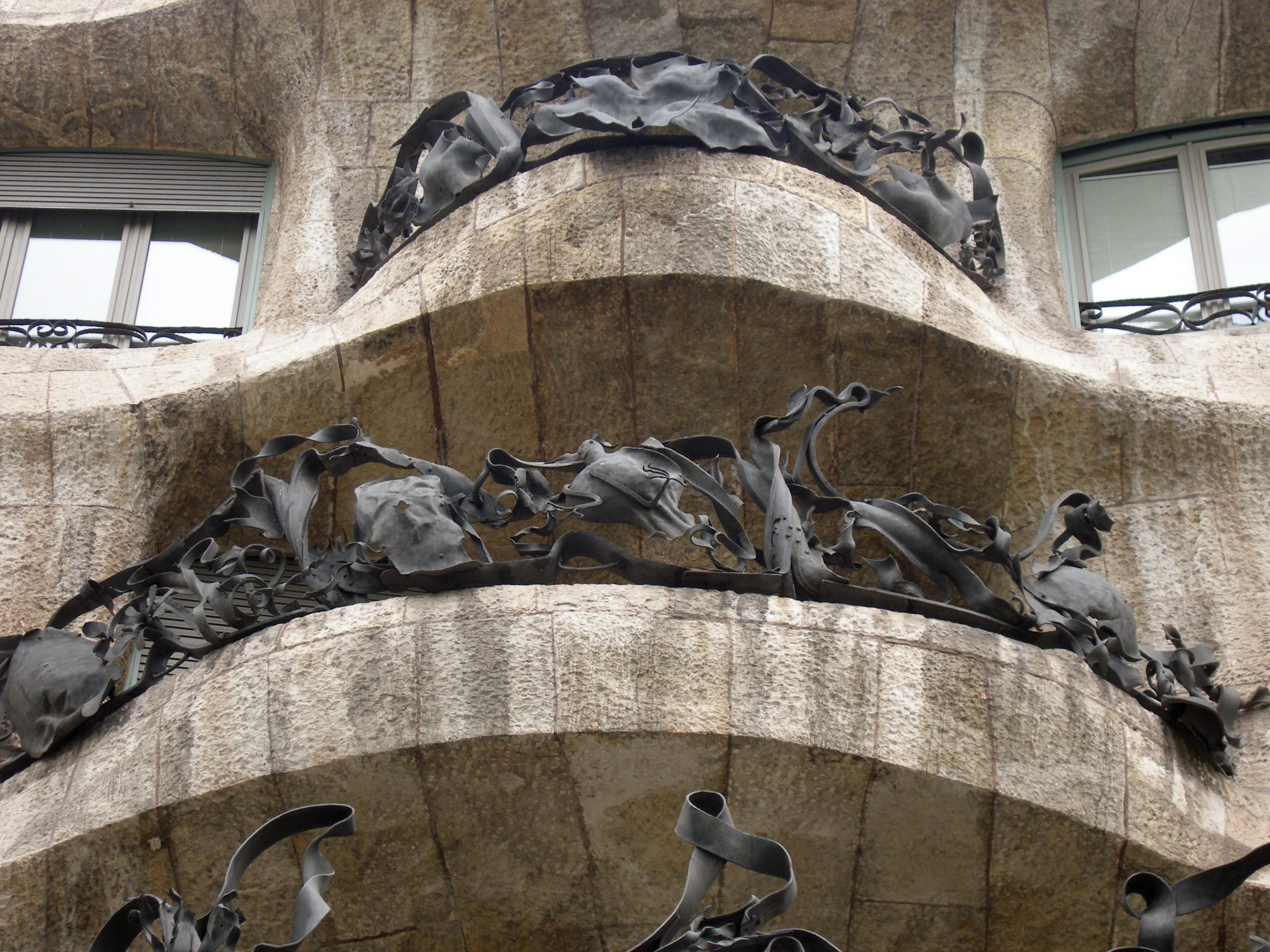
В Каса Мила (Casa Milà)
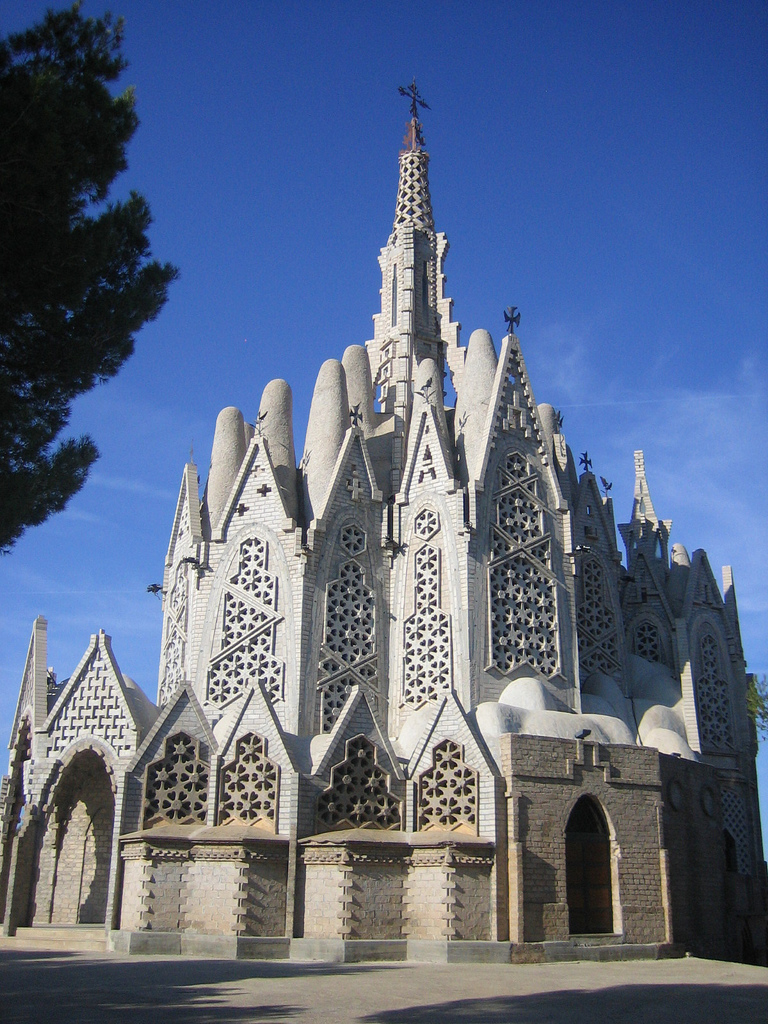
Церква в Монтферрі (1926—1999)
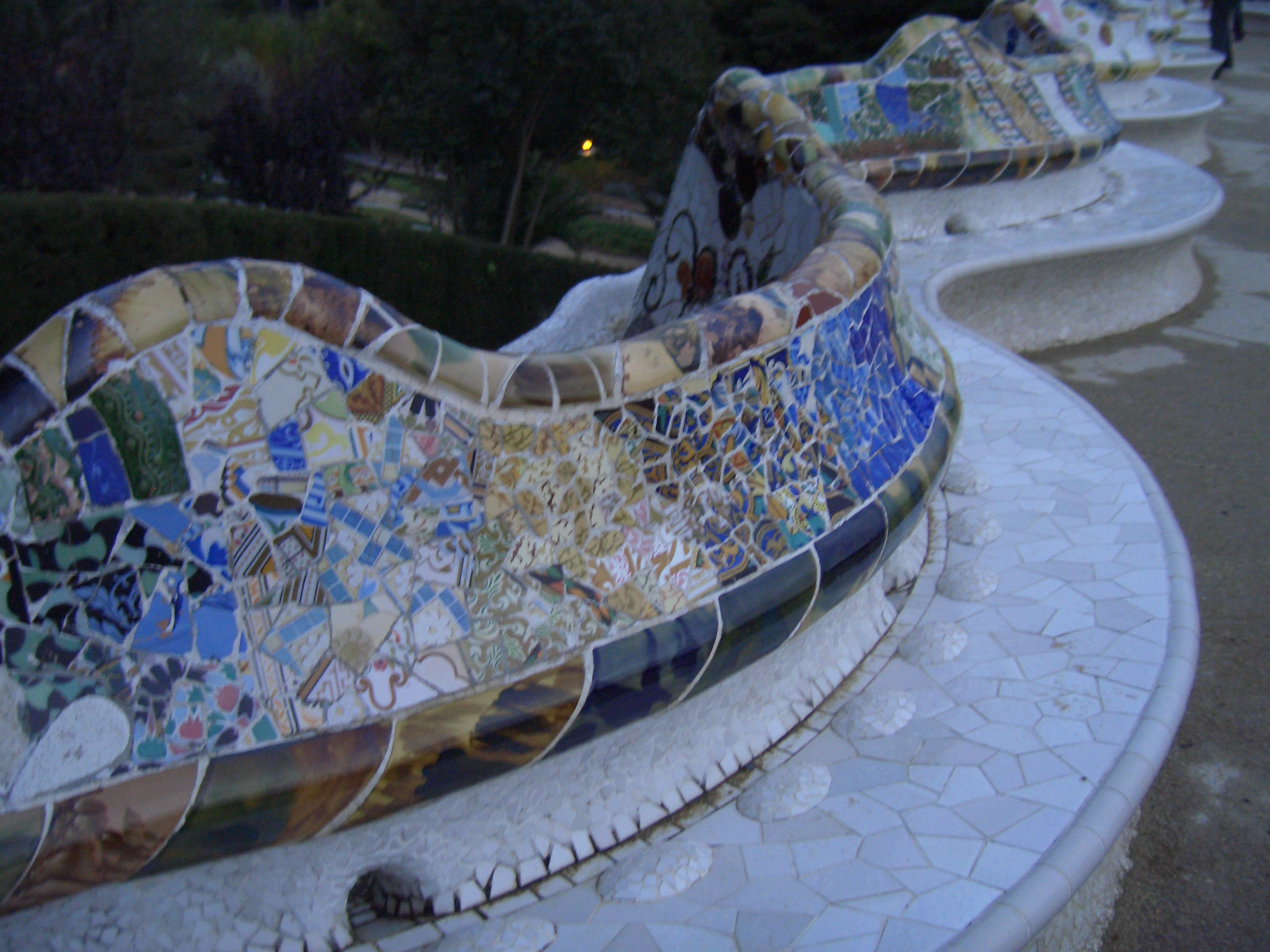
Мозаїка роботи Ж. М. Жужоля
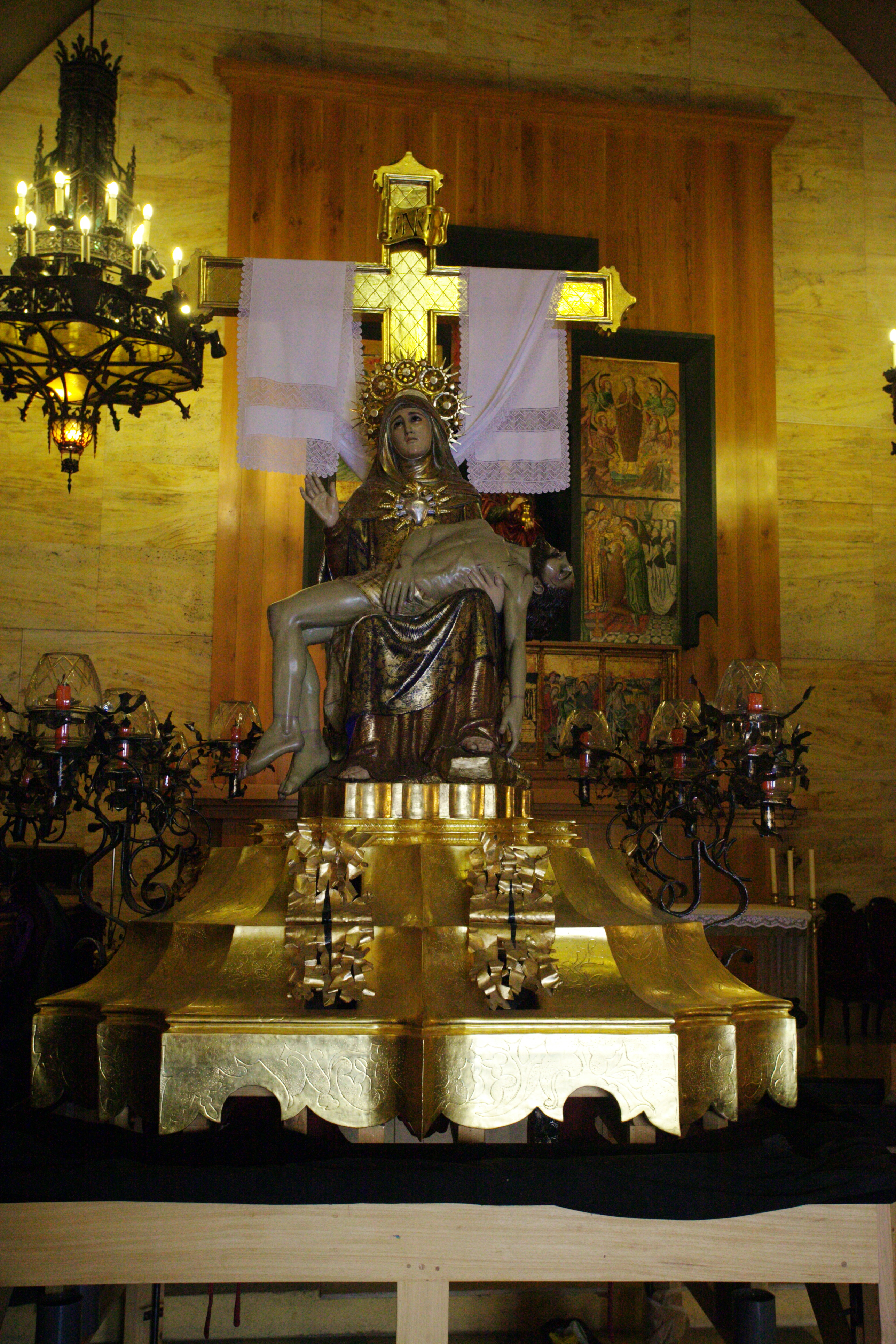
Церква Сан-Лоренцо, Таррагона
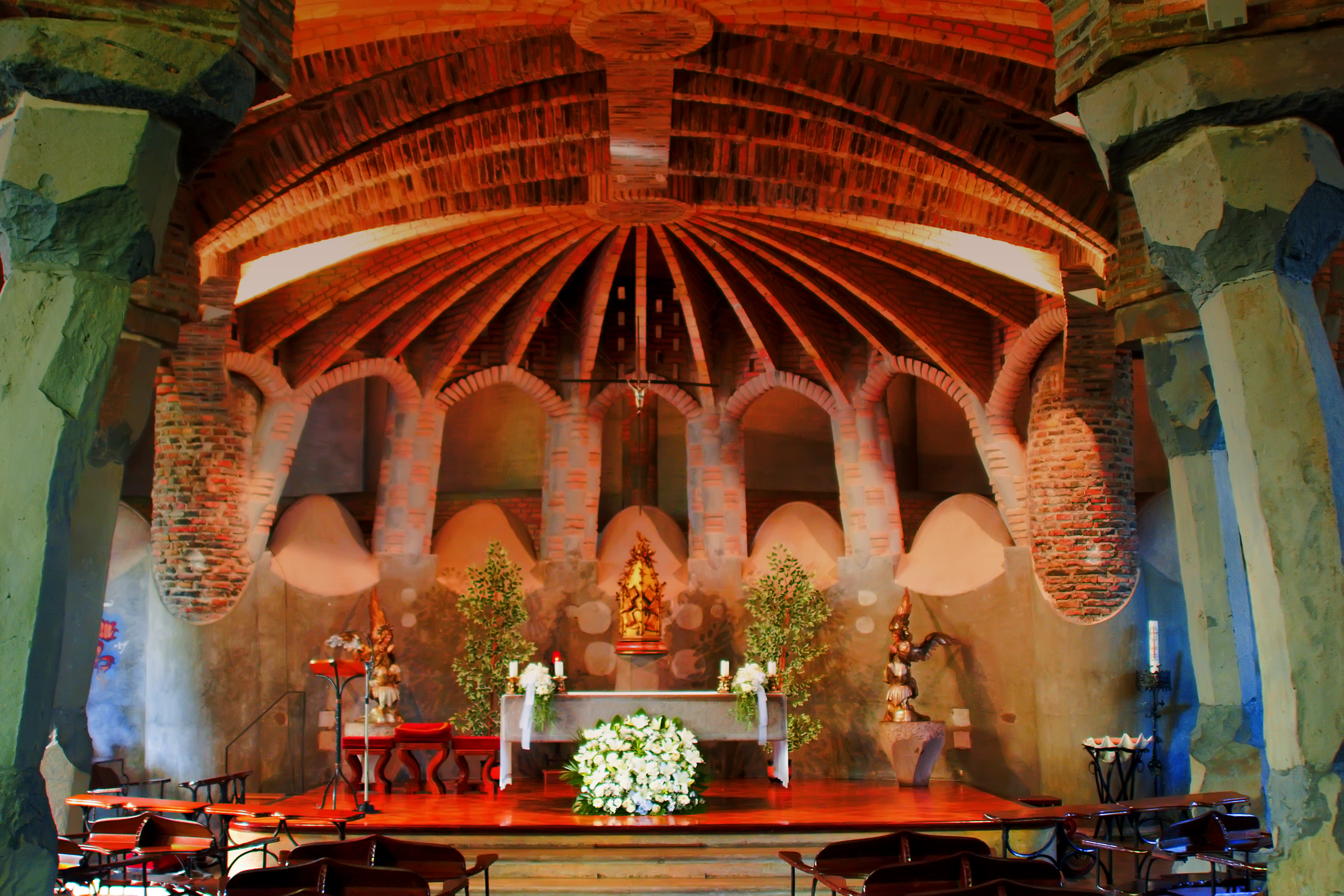
Крипта в Санта-Колома-де-Сервельо (Колонія Гуель)